# Mesochorus insolitus
Mesochorus insolitus är en stekelart som beskrevs av Dasch 1974. Mesochorus insolitus ingår i släktet Mesochorus och familjen brokparasitsteklar. Inga underarter finns listade i Catalogue of Life.